# Raymonde Linossier
Raymonde Linossier  (geb. 25. März 1897 in Lyon; gest. 30. Januar 1930) war eine französische Schriftstellerin und Orientalistin, die eine Ausbildung als Anwältin machte und in diesem Beruf tätig wurde. Ihr Leben war unter anderem von Feminismus und ihren Künstler-Freundschaften geprägt, sie kannte viele Dichter. Sie ist vor allem für ihr Werk Bibi-la-Bibiste (1918) bekannt.

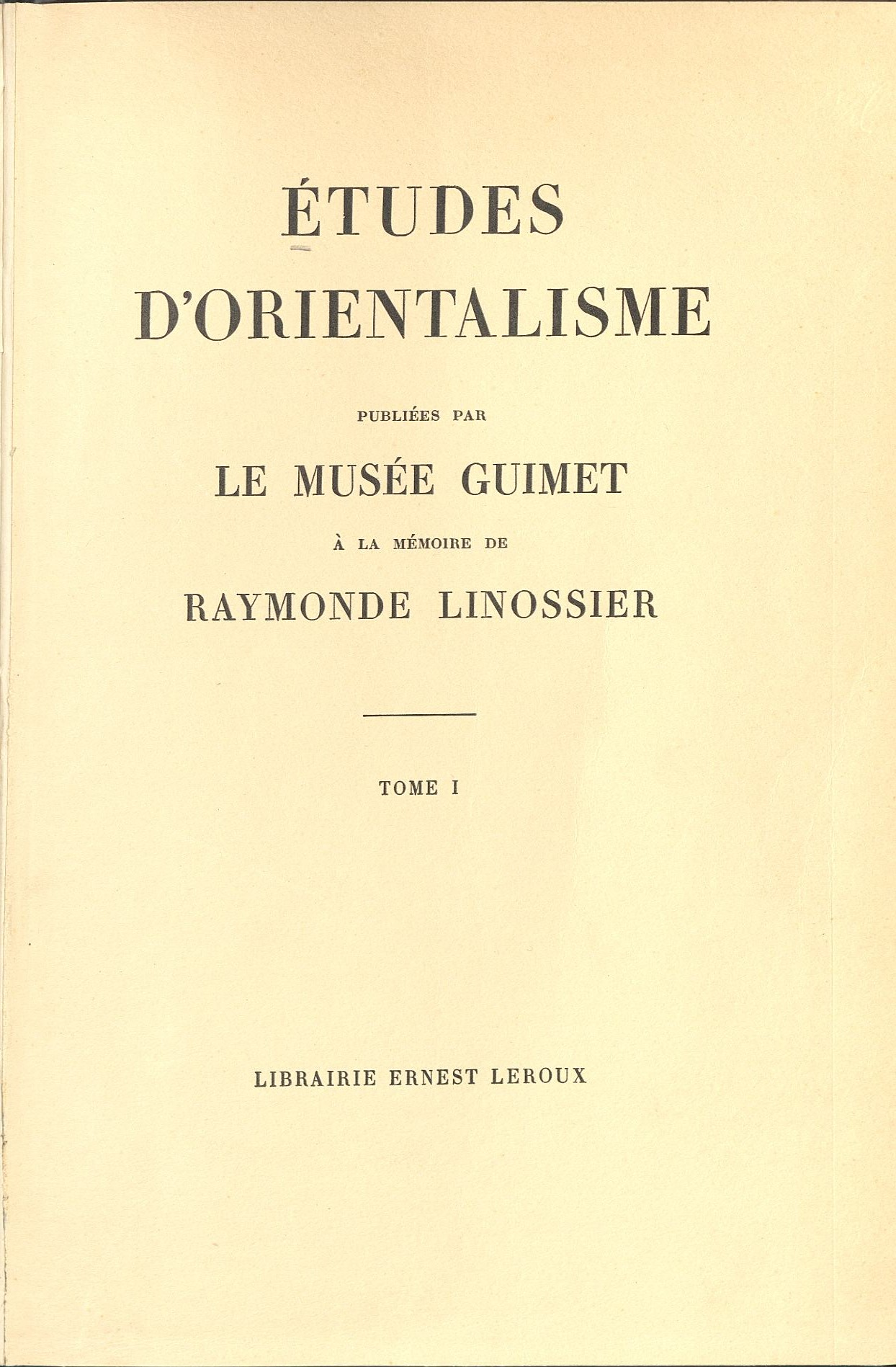
Gedächtnisschrift (1932)

## Leben
Raymonde Linossier wurde 1897 als jüngste von drei Töchtern ihrer Familie in Lyon geboren. Ihr Vater Georges Linossier (1857–1923) war ein bekannter Biochemiker und Professor an der medizinischen Fakultät. Während des Krieges 1914 war sie Krankenpflegehelferin. Danach studierte sie wieder mit ihrer Schwester Alice und zog nach Paris, wo sie im Januar 1926 als Anwältin zugelassen wurde. Sie wurde Assistentin von Maître Chanvin (1877–1953), einem Freund von Adrienne Monnier, gab aber anderen Wünschen nach: dem Orientalismus. Sie studierte Indologie unter Sylvain Lévi.
Der französische Komponist Francis Poulenc (1899–1963) war seit seinen Jugendtagen mit ihr befreundet; er bezeichnete sie als den guide spirituel (geistigen Führer) seiner Jugend und machte ihr in ihren späteren Jahren einen Heiratsantrag. Dank seiner Jugendfreundin entdeckte Poulenc das Pariser intellektuelle und literarische Milieu und unternahm 1917 erste regelmäßige Besuche in der Buchhandlung von Adrienne Monnier (La Maison des Amis des Livres) in der Rue de l'Odéon 7. Adrienne Monnier sprach mehrfach von der jungen Schönheit, die ihr eines Tages im Oktober 1917 in einem schwarzen Kleid erschien und ihr Geheimnis nie verlor.
Poulencs Ballett Les animaux modèles beispielsweise ist ihr gewidmet. Er widmete ihr auch Les Biches, ein „erotisches“ Ballett, das am 4. Januar 1924 in Monaco mit Diaghilews Ballets Russes uraufgeführt wurde. Sein Lied Ce doux petit visage nach einem Gedicht von Paul Eluard ist zu ihrem Gedenken geschrieben.
Das Buch Bibi-la-Bibiste wurde unter Pseudonym veröffentlicht und erregte die Aufmerksamkeit des kleinen Freundeskreises, der in Adrienne Monniers Buchhandlung verkehrte. Es wurde in The Little Review (September-Dezember 1920) mit einer Hommage des US-amerikanischen Dichters und Kritikers Ezra Pound (1885–1972) abgedruckt.
Die Autorin trat 1926 als Mitglied der Société asiatique in die Fotografieabteilung des Musée Guimet. Sie trug sie so zu Publikationen wie der Bibliographie de l'archéologie bouddhique unter der Leitung von Jean Przyluski oder dem Sammelband Mythologie asiatique illustrée (Vorwort von Paul-Louis Couchoud) bei. Die französische Tibetologin Marcelle Lalou (1890–1967) war ihre Kollegin und Freundin.
Raymonde Linossier ist im französischen Ort Valence beerdigt.
Das Musée Guimet publizierte 1932 zu ihrem Gedächtnis den Band Études d'orientalisme mit einer Neuveröffentlichung verschiedener ihrer Artikel, gefolgt von Originalbeiträgen namhafter Persönlichkeiten der französischen Asienkunde, darunter René Grousset, Jacques Bacot, Paul Pelliot, Marcelle Lalou, Serge Elisseeff, Olivier Lacombe, Sylvain Lévi, Henri Maspero und andere.

## Publikationen (Auswahl)
- Bibi-la-Bibiste, 1918 Digitalisat; réédition : La Violette noire, 1991
- Les Peintures tibétaines de la collection Loo, in: Études d'orientalisme publiées par le Musée Guimet à la mémoire de Raymonde Linossier, E. Leroux, 1932, S. 1–97
- Hōshū Minamoto: L'Iconographie de la „Descente d'Amida“. Übersetzung Raymonde Linossier, in: Études d'orientalisme publiées par le Musée Guimet à la mémoire de Raymonde Linossier, E. Leroux, 1932, S. 99–129
- Mythologie asiatique illustrée. (Avant-propos de Paul-Louis Couchoud). Librairie de France, Paris 1928 (Inhalt: Clément Huart: Mythologie de la Perse; Joseph Hackin: Mythologie des Kafirs; Raymonde Linossier: Mythologie du Bouddhisme dans l'Inde; Helena de Wilman-Grabowska; J. Hackin: Mythologie du Lamaisme; Ch.-Henri Marchal: Mythologie Indochinoise et Javanaise; J. Hackin: Mythologie du Bouddhisme en Asie centrale; Henri Maspero: Mythologie de la Chine moderne; Sergej Eliseev: Mythologie du Japon.)
  - Asiatic mythology : a detailed description and explanation of the mythologies of all the great nations of Asia (englische Übersetzung)